# ファカルティ・ディベロップメント
ファカルティ・ディベロップメント (Faculty Development、FD) は 「大学教員の教育能力を高めるための実践的方法」で、大学の授業改革のための組織的な取り組み方法を指す。ファカルティ＝Facultyは教員の組織や集団、ディベロップメント＝developmentは能力開発、である。類似語にスタッフ・ディベロップメント (Staff Development, SD) 、プロフェッショナル・ディベロップメント (Professional Development, PD) があり、大学教職員や大学組織の職能開発の取り組みとして、広義のファカルティ・ディベロップメントが提唱される。広範領域を指す教育開発 (Educational Development) は、大学開発 (Academic Development) とその質を向上させる支援活動を包含する。
日本語表記は「development」の音写に揺れがあり、文部科学省はファカルティ・ディベロップメントを多く用い、ほかにファカルティ・デベロップメント、ファカルティディベロップメント、ファカルティデベロップメントなども散見される。

## 歴史
大学は教育評価として「授業評価システム」を導入して教員の気付きを企図するが、かつては多くの大学で教員らが「評価」に対して組織的に抵抗した。アメリカの大学で教育評価が標準化され、日本も2000年以降に採用した。「授業評価システム」は5点満点の減点法で、創造的な授業開発が十分に評価されず、学生の期待を上回った授業を提供することに十分な「評価」が行われていない、と教員らは批判している。

## 制度
文部科学省は学校教育法の一部を改正する法律（平成17年法律第83号）を根拠法に、学校教育法施行規則等の一部を改正する省令（平成18年文部科学省令第11号）で「大学院設置基準」（昭和49年文部省令第28号）を一部改正し、平成19年度に大学院から導入を義務付け、大学設置基準等の一部を改正する省令（平成19年文部科学省令第22号）で「大学設置基準」（昭和31年文部省令第28号）を一部改正し、大学、短期大学、高等専門学校も平成20年度に導入した。

## 方法
洞口治夫『ファカルティ・ディベロプメント』。は「添削」を重視し、日本の教育で軽視された基本的な教育方法であるとしている。